# Mariano Pérez Tejada
Mariano Pérez Tejada (Bonao, República Dominicana; 9 de mayo de 1977) es un entrenador dominicano de fútbol. 

## Trayectoria
Fue parte del cuerpo técnico de la selección de fútbol sub-23 de República Dominicana comandada por Ibai Gómez, que participó en los Juegos Olímpicos de París 2024.

## Clubes

### Entrenador
| Club                                  | País                 | Año       |
| ------------------------------------- | -------------------- | --------- |
| CA Pantoja                            | República Dominicana | 2020      |
| Selección República Dominicana Sub-17 | República Dominicana | 2022-2023 |
| Moca FC                               | República Dominicana | 2023      |